# Тераї-Дуар

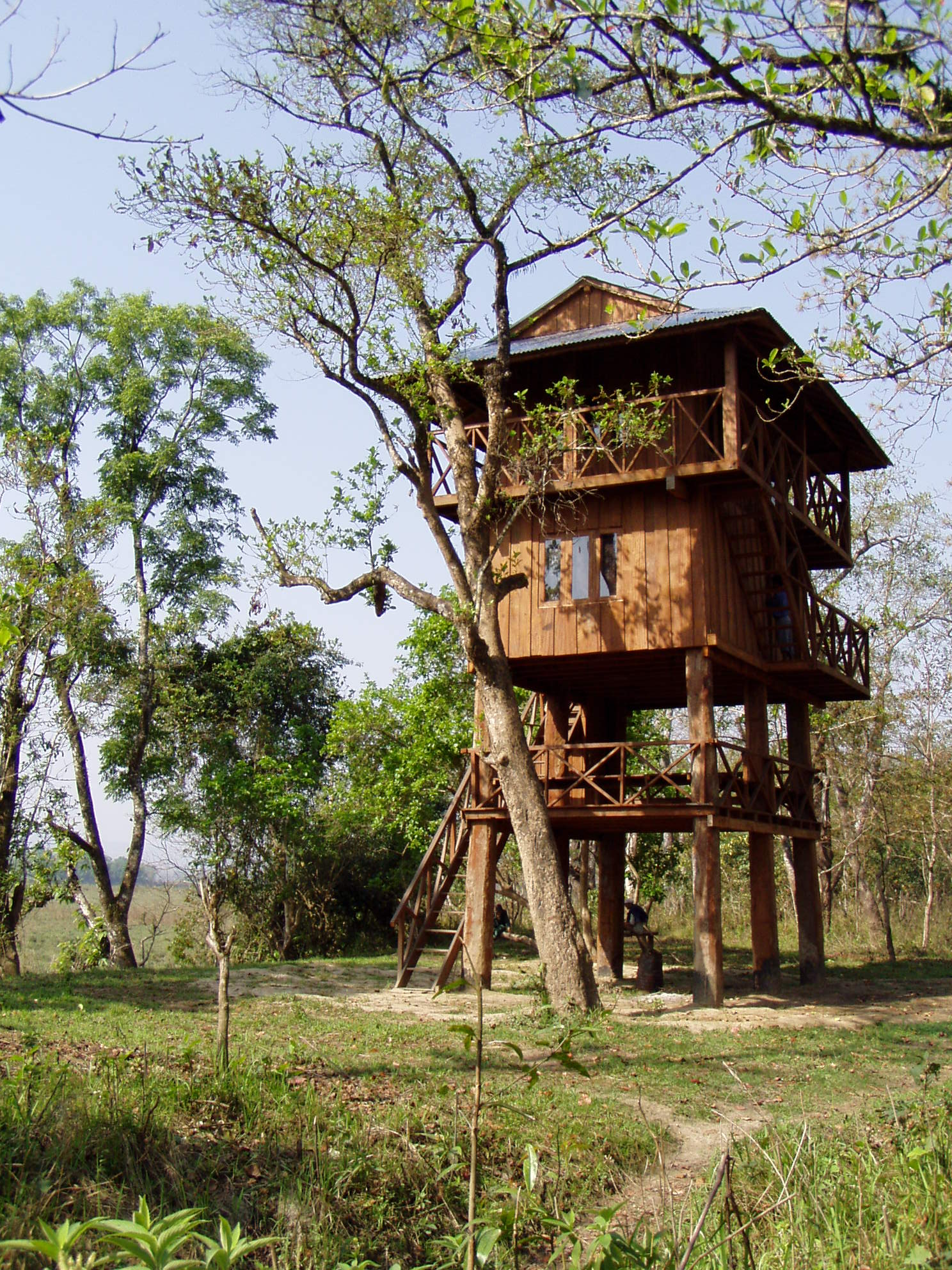
Спостережний пункт в національному парку Ройял Шитван

Тераї́-Дуа́р — екорегіон, де типовими біоценозами є савани та луки; цей екорегіон простягнувся через середину смуги Тераї, від штату Уттаракханд (Індія) через південний Непал до північної частини штату Західна Бенгалія (Індія).
Рівнини та водно-болотні угіддя Тераі-Дуар являють собою мозаїку з високотравних луків, саван, листопадних та вічнозелених лісів. Трав'яний покрив луків в Тераі-Дуар один з найвищих у світі, і живиться за рахунок мулу, що його наносять щорічні мусонні повені. Важливу роль в тутешніх біоценозах відіграють цукрова тростина (Saccharum spontaneum) та бенгальська цукрова тростина (Saccharum benghalensis). В даному екорегіоні існує більш-менш стала популяція Індійського носорога (Rhinoceros unicornis), а також Індійського слона, тигра, ведемедів, леопарда, та ін. Велика частина території перетворена на сільськогосподарські угіддя, зонами суворої охорони довкілля є національні парки Ройял Шитван та Ройял Бардія — саме в них популяції носорогів та тигрів досягають найвищої в Південній Азії щільності.

## Розташування та географія
Цей тропічний і субтропічний біом луків, саван і чагарників простягається від західного Бутану до південного Непалу в Тераї, на захід до Банке, охоплюючи долини Данг і Деухурі вздовж річки Рапті до долини Бхабар і Дун в Індії. З обох кінців перетинає кордон з індійськими штатами Уттаракханд, Уттар-Прадеш і Біхар. Східні та центральні райони вологіші, ніж західні.
У Непалі водно-болотні угіддя заповідника Коші Таппу, Бешазар Тал у буферній зоні національного парку Чітван, водосховища Джагдішпур і Годагоді Тал є Рамсарськими угіддями. Заповідник дикої природи Сукла Фанта — найбільша в Непалі ділянка безперервних пасовищ.

## Флора
Савани і луки Терай-Дуар — це мозаїка високих прирічкових луків, саван, вічнозелених і листяних лісів, що залежить від якості ґрунту і кількості опадів, які отримує кожна ділянка. Пасовища Тераї в Непалі є одними з найвищих у світі і підтримуються за рахунок мулу, що відкладається щорічними мусонними паводками. Важливими травами є барува (Tripidium bengalense) і канська трава (Saccharum spontaneum), яка швидко відновлюється після відступу мусонних вод. У більш горбистих районах домінуючим деревом є саль (Shorea robusta), яке може виростати до 45 м (148 футів) у висоту. Пояс також містить прибережні тропічні листяні ліси, що складаються з маллотуса філіппінського (Mallotus philippensis), джамуна, бавовняного дерева, маллотуса голого (Mallotus nudiflorus) та гаруги перистої (Garuga pinnata).

## Фауна
Екорегіон є середовищем існування величезної кількості видів ссавців і птахів. Тут мешкає велика кількість зникаючих великих однорогих носорогів і бенгальських тигрів, а також азійських слонів, ведмедів-лінивців, індійських леопардів.
У непальському національному парку Чітван у 2008 році було помічено понад 400 носорогів, а 125 дорослих тигрів було зареєстровано під час дослідження, проведеного з грудня 2009 року по березень 2010 року, яке охопило територію площею 1 261 км2 (487 кв. миль). Непальський національний парк Бардія і заповідник Сукла Фанта, а також індійські національні парки Валмікі і Дудхва є домівкою для майже 100 тигрів. Чітван разом з прилеглим національним парком Парса має велике значення, особливо для тигрів і хмарного леопарда. Пасовищні тварини луків включають п'ять видів оленів: барасінгха, самбар, читал, кабани і мунтжак, а також чотири великі пасовищні тварини: азіатський слон, носоріг, гаур і нільгай. Серед ссавців, що перебувають під загрозою зникнення, — дикий водяний буйвол і майже ендемічний заєць-русак (Caprolagus hispidus).